# Sequivirus
Genre
Espèces de rang inférieur
- espèce-type : Parsnip yellow fleck virus

Sequivirus est un genre de virus de la famille des Secoviridae, qui comprend trois espèces acceptées par l'ICTV. Ce sont des virus à ARN linéaire à simple brin à polarité positive, rattachés au groupe IV de la classification Baltimore, qui infectent les plantes (phytovirus).
Ces virus sont transmis horizontalement par des pucerons (Cavariella aegopodii et Cavariella pastinacae), toutefois la transmission nécessite la présence d'un virus auxiliaire, Anthriscus yellows virus (genre Waikavirus),.

## Étymologie
Le nom générique, « Sequivirus », est dérivé du verbe latin sequī (suivre, accompagner, assister), en référence à la transmission du virus assistée par un virus auxilaire.

## Structure
Les virions, non enveloppés, sont des particules à capside quasi-sphérique à symétrie icosaédrique  (T=pseudo3) de 25 à 30 nm de diamètre.
Le génome, monopartite, est constitué d'une molécule d'ARN simple brin de polarité positive, linéaire, d'environ 9 kb. L'extrémité 5' a une protéine liée au génome (VPg).

## Liste d'espèces
Selon NCBI (31 janvier 2021) :
- Carrot necrotic dieback virus (CNDV)
- Dandelion yellow mosaic virus (DaYMV)
- Parsnip yellow fleck virus (PYFV)